# Alhambravej
Alhambravej er en gade på Frederiksberg i København, der går fra Frederiksberg Allé i syd til Gammel Kongevej i nord som forbindelse mellem Kingosgade og H.C. Ørsteds Vej. Vejen forbinder således Frederiksberg og København, idet en del af Kingosgade ligger i Københavns Kommune.
Gaden er opkaldt efter forlystelseshaven Alhambra, der lå øst for gaden. Den blev blev etableret af Georg Carstensen men åbnede først i 1857 efter hans død tidligere på året. Haven blev dog ingen succes, blandt fordi den lå et stykke fra byen, og fordi der manglede gadebelysning om aftenen. Haven måtte derfor lukke i 1869. Efter havens lukning blev gaden anlagt. Den blev navngivet 4. august 1870.
På den centrale del af gaden ligger der primært store villaer, der blev opført for den velstillede del af middelklassen. Ved gadehjørnerne i de to ender af gaden ligger der etageejendomme. På det vestlige hjørne af Frederiksberg Allé (Frederiksberg Allé 42-44 og Alhambravej 1-3) ligger således etageejendommen Alhambra. Den blev opført i 1906-1908 efter tegninger af Henrik Hagemann og E. Stegmann som et af de få eksempler på jugendstil på Frederiksberg. Facaden er dekoreret med blomsterranker. Fra i hvert fald 1910 lå Tivoli-Konditoriet i stueetagen. Nu er der restaurant i lokalerne, men meget af det originale inventar er blevet bevaret.